# Crawford Williamson Long
Crawford Williamson Long (Danielsville, 1 de noviembre de 1815 - Athens, 16 de junio de 1878) fue un médico y farmacéutico estadounidense principalmente reconocido por ser uno de los primeros en utilizar éter etílico como anestésico.

## Biografía
Crawford Long estudió en la Universidad de Georgia, donde fue miembro de la Sociedad Literaria Demosteniana. Allí compartió el cuarto con Alexander Stephens, quien sería vicepresidente de los Estados Confederados de América durante la Guerra de Secesión.
Se graduó como médico en la Universidad de Pensilvania en 1839.

### Descubrimiento de la anestesia
El 13 de octubre de 1804, en Kioto (Japón), el médico Hanaoka utilizó anestesia general ―utilizando la droga datura (estramonio)― para realizar una mastectomía en una paciente de 60 años con cáncer de mama.
La política nacional de aislamiento llevada a cabo por el shogunato Tokugawa impidió que estos adelantos se conocieran en Occidente.
Después de haber observado los mismos efectos fisiológicos con el éter etílico que Humphry Davy había descrito para el óxido nitroso en 1800, Long utilizó el éter por primera vez el 30 de marzo de 1842 para extirpar un tumor del cuello de un paciente, James M. Venable, en Jefferson (Georgia). El 6 de junio de 1842, Long extrajo un segundo tumor del mismo paciente. Más tarde utilizó el éter como anestésico en varias amputaciones y en partos. Los resultados de estas aplicaciones se publicaron en 1848 en el periódico The Southern Medical and Surgical Journal.
Sin embargo, no introdujo la anestesia de forma general en su práctica ni escribió ni conferenció sobre el tema antes de que los dentistas Horace Wells y William Morton hicieran sus demostraciones. Los historiadores de la medicina se decantan por estos últimos como verdaderos desarrolladores de la anestesia.
El 30 de septiembre de 1846, el dentista estadounidense William Morton (1819-1868) extrajo un diente de manera indolora utilizando éter (que Morton rebautizó letheon y trató de patentar). Después de leer en el periódico un informe favorable acerca de este suceso, el cirujano bostoniano Henry Jacob Bigelow organizó una demostración el 16 de octubre de 1846 en el quirófano del Hospital General de Massachusetts (en Boston). En esta demostración, el Dr. John Collins Warren extirpó un tumor del cuello de un tal Edward Gilbert Abbott. El quirófano fue rebautizado popularmente como el Ether Dome (‘domo del éter’) y fue preservado como monumento a este evento histórico. Tras la demostración, Morton trató de ocultar la identidad de la sustancia que había inhalado Abbott, mencionándola como letheon, pero pronto se descubrió que era éter.
Morton recibió injustamente el honor de haber realizado la primera administración de anestesia. En 1854, Long le pidió a William Crosby Dawson, un senador de los Estados Unidos, que presentase sus reclamos ante el Congreso.
Crawford W. Long era primo del dentista, apostador y pistolero Doc Holliday (1851-1887).
Long falleció en Athens (Georgia), en 1878.
En 1931, en las afueras de Atlanta, se nombró en su honor el hospital Crawford Long. Mantuvo su nombre durante 78 años. En 2009 fue renombrado como Hospital de la Universidad Emory.
En 1957 se creó en Jefferson (Georgia) el Museo Crawford W. Long. En el Capitolio de Estados Unidos se alza una estatua de Crawford Long, como uno de los dos personajes elegidos para representar al estado de Georgia.